# Embraer C-390 Millennium
Embraer C-390 Millennium (KC-390 в версии топливозаправщика) — реактивный двухдвигательный транспортный самолёт средней дальности производства бразильской компании Embraer. Самолёт предназначен для переброски грузов, дозаправки в воздухе, поисково-спасательных операций и медицинской эвакуации.

## История создания
Тактический транспортный самолёт C-390, внешне и функционально схож с японскими Kawasaki C-1 и C-2. На данный момент ( 2024 год ) это самый крупный самолёт, когда-либо созданный Embraer.
Разработка самолёта началась в 2006 году по заказу ВВС Бразилии на замену транспортников C-130 Геркулес. Изначально самолёт получил обозначение C-390. При конструировании самолёта были применены разработки и технологии, применявшиеся при производстве авиалайнеров серии E-Jet.  После принятия решения о создании варианта воздушного танкера, название проекта было изменено на KC-390, чтобы подчеркнуть эту новую характеристику самолёта. Впервые самолёт был представлен общественности в 2014 году, а первый полёт совершил 3 февраля 2015. 
Изначально планировалось начать лётные испытания до конца 2014 года, но из-за задержек, связанных с тестами интеграции авионики были перенесены на 2015 год.
Планируется, что KC-390 будет напрямую конкурировать на международном рынке тактической авиации с американским C-130J. Если сравнивать с C-130J, то ожидается, что KC-390 будет на 15 % быстрее, на 18 % грузоподъёмнее и обходиться заказчику в 59 % стоимости конкурента. И хотя дальность полёта KC-390 на 15 % меньше C-130J, функция заправщика является для него стандартной, тогда как лишь некоторые специализированные варианты «Геркулеса» могут служить в качестве воздушных танкеров.

## Конструкция
KC-390 имеет вместительный, прямоугольный грузовой отсек, характерный для тактических транспортников среднего размера и дальности, занимающий большую часть длины самолёта. Грузовой отсек способен вместить до трёх транспортных средств, общей массой 23 т, например три Humvee или один БТР VBTP-MR Guarani.
Горизонтальное оперение, как и на многих других военно-транспортных самолётах, установлено в верхней части киля в конфигурации управляемого стабилизатора.
Нос самолёта достаточно короткий и изогнутый книзу для обеспечения экипажу хорошей обзорности.
Усиленное шасси позволяет самолёту совершать взлёты и посадки на неподготовленные полосы.
Авионика KC-390 исключительно развита для самолёта такого класса. Она включает HUD-дисплеи для обоих пилотов, систему ночного видения, GPS, а также систему CARP (Computed Air Release Point), позволяющую автоматически открывать двери грузового отсека и осуществлять сброс грузов в расчётной точке воздушного пространства. У обоих пилотов одинаковый набор приборов управления. Самолёт управляется и контролируется посредством цифровой системы fly-by-wire.

## Заказы
В 2014 году заключён контракт с поставкой 28 KC-390 в ВС Бразилии. Первые поставки должны начаться в 2018 году. В число покупателей, помимо ВВС Бразилии, вошли Португалия и Венгрия. Португалия стала первым иностранным заказчиком KC-390, закупив в 2019 году пять самолетов в конфигурации, соответствующей стандартам НАТО. Первый KC-390 поступил в Португалию в 2023 году после поставки в предыдущем году, после чего они будут поставляться по одному в год. Весь португальский флот KC-390 базируется в Бахе и эксплуатируется 506-й эскадрильей.
ВВС Нидерландов также планируют заказать пять самолетов для замены своих устаревших Lockheed C-130.
В сентябре 2023 года министр обороны Австрии Клаудия Таннер сообщила, что C-390 станет преемником транспортных самолетов C-130 Hercules ВВС Австрии. Она заявила, что «авиационная система Embraer — единственная в классе 20 тонн, которая отвечает всем нашим требованиям». Заказ Австрии составит четыре единицы, о чём было сообщено на авиасалоне в Фарнборо. Поставки планируется начать в 2027 году и завершить к 2030 году.
4 декабря 2023 года компания Embraer сообщила, что южнокорейское оборонное закупочное ведомство Defense Acquisition Program Administration (DAPA) выбрало самолёт Embraer C-390 Millennium в тендере по программе Large Transport Aircraft (LTA) II на новый самолёт данного класса для ВВС Южной Кореи стоимостью 544 миллиона долларов. Хотя Южная Корея стала лишь первым заказчиком КС-390 в азиатском регионе, в целом компания Embraer ожидает высокого спроса на него на рынках Азии.

## Тактико-технические характеристики
- Экипаж - 3 человека
- Длина — 33,43 м
- Размах крыла — 33,94 м
- Высота — 11,43 м
- Масса пустого самолета 35 000 кг
- Взлётная масса:  81 000 кг
- Максимальная взлётная масса: 86 999 кг (191 800 фунтов)
- Максимальная полезная нагрузка (сконцентрированная) — 26 т , (распределённая) — 23 т
- Размеры грузовой кабины: длина — 12,7 м, высота — 2,95 м (максимальная 3,2 м), ширина — 3,45 м
- Запас топлива: 23 000 кг (50 700 фунтов) , 35 000 кг (77 160 фунтов) с 3 дополнительными топливными баками
- Силовая установка — 2 × IAE V2500-E5 тягой 139,4 кН каждый

Лётные характеристики
- Максимальная скорость — 870 км/ч/0,8 Маха (470 узлов)
- Практический потолок — 10970 метров (36000 футов)
- Дальность с грузом 26 т — 1834 км (1140 морских миль)
- Дальность с грузом 23 т — 2555 км (1380 морских миль)
- Дальность с грузом 14 т — 4393 км (2730 морских миль)
- Перегоночная дальность — 6130 км (3310 морских миль)
- Перегоночная дальность с топливными баками, размещёнными в фюзеляже — 7402 км (4600 морских миль)
- Конфигурация грузов: 80 солдат, 66 десантников, 3 Humvee, 1 вертолёт Blackhawk, LAV III, БТР VBTP-MR Guarani, РСЗО Astros II